# Trachelipus camerani
Trachelipus camerani là một loài chân đều trong họ Trachelipodidae. Loài này được Tua miêu tả khoa học năm 1900.